# ナッツ&ミルク
『ナッツ&ミルク』 (NUTS & MILK) は、1983年にハドソンから発売されたパソコン用コンピュータゲーム、および1984年7月20日に同社から発売されたファミリーコンピュータ（以下ファミコン）用のコンピュータゲーム。
ファミコン版は、日本の家庭用ゲーム機で初のサードパーティーによるソフトとなった。同じくハドソンより同時発売された『ロードランナー』の影に霞んでしまったものの、かわいらしいキャラクターや単純明快なゲーム内容で一定の支持を受けた作品である。
テレビゲーム黎明期にしては珍しく、当時のファミコン所有層のほとんどを占めていた男児にとどまらず女児をも対象としたゲーム作りが行われた。ゲーム中のグラフィックはパステルカラーを多用し、丸みを帯びたかわいらしいデザインでまとめられている。
パソコン版はファミコン版と内容が異なる。以下、特記しない限りファミコン版について述べる。

## 概要
主人公のミルクが、恋人ヨーグルの家に向かうストーリーの固定画面式アクションパズルゲームである。題名からよく間違えられるが、ナッツはプレイヤーキャラクターではなく、ミルクを邪魔する敵キャラクターである。
ミルクは攻撃はできず、移動とジャンプのみで敵をかわさなければならない。そのためどちらかといえばアクションゲームの要素が強い。さらにジャンプの挙動に癖があるため、見た目に反して難易度は高めである。ステージはボーナスステージも含め全部で50用意されており、面が進むほどに難易度は増していく。
自分で画面を作れるエディット機能があり、ここで作成した面は1面に登録される。2面以降はエディット機能を利用しない場合と変わりはない。ゲームの難易度はA、Bの2つから選択でき、ゲームBではお邪魔キャラクターとボーナスキャラクターが追加される。
この時期に発売されたコンピュータゲームのほとんどがそうであったようにエンディングらしいエンディングは無く、ゲームAの50面をクリアするとゲームBに移行し、引き続き1面からプレイすることとなる（ただしセレクトボタンによるラウンドスキップを一切使用せずクリアした場合、簡単ではあるがメッセージが表示される）。
タイトル画面やゲーム画面は『ドンキーコング』（1981年）や『マリオブラザーズ』（1983年）などといった初期の任天堂のファミコン用ゲームソフトと構成が酷似しており、一部実際に流用しているキャラクタデータもある。また、ロムデータ内には何故かゲーム中には出てこない任天堂のロゴが入っている。
2002年以降、iアプリやPlayStation BB Unitを利用したネットワークサービス、PlayStation BBにてリメイク版の配信が行われた（PS BB版は2007年9月3日サービス終了）。さらにパーソナルコンピュータを対象としたオンラインゲームとしても供給された。
2005年12月22日にはゲームボーイアドバンス用ソフト『ハドソンベストコレクションVol.4 謎解きコレクション』に、ファミコン版が『バイナリィランド』（1985年）『サラダの国のトマト姫』（1988年）とともに収録された。

## ゲーム内容

### システム
ステージ内にはフルーツ（リンゴとバナナ）が数個配置されている。すべてのフルーツを取ると、画面左上にある家からヨーグルが登場する。制限時間内にヨーグルの元にたどり着くことができればステージクリアとなり、次の面に進む。ナッツまたは飛行船に接触する、画面下の水に落ちる、制限時間がゼロになる（この時も画面下の水に落ちる演出がある）、のいずれかでミスとなってミルクの残り人数が減り、残り人数がゼロのときにミスするとゲームオーバー。
末尾が3もしくは8の面はボーナスステージとなっており、ここでははじめから画面中央に登場しているヨーグルの元へ時間内にたどり着くことが目的となる。フルーツは取らなくてもよく、画面の左右から登場する火の玉に触れたり、水に落ちたりしないように注意しながら進んでいく。成功すると2人がハート型の花畑で戯れる様子を描いたデモシーンを見る事ができ、ミルクが1UPする。ミスの場合はミルクの残り人数は減らないが、「NO BONUS（ノーボーナス）」と表示される。
高いところから落ちるとミルクは気絶する。ジャンプすれば元に戻る。

### 仕掛け
レンガ・土管
壁または床として設置されている。通り抜ける事は一切できない。
ロープ
ミルクやナッツはこのロープに捕まり上下方向へ移動することができる。ロープの途中や上ではジャンプができない。
スプリング
ジャンプ台。ミルクはこれを利用することでより高くジャンプできる。しかしボタンを押すタイミングはかなり厳しく、上手く利用するには慣れが必要である。ジャンプ台で長くジャンプし続けていると、気絶と同様に目を回す。

## キャラクター
ミルク
本作の主人公。体の色はクリーム色に近いピンク。
ナッツ
ミルクに向かってくる敵キャラクター。体の色は水色。1面につき1～3人登場し、ミルクが接触するとミスとなる。水に落ちてもその後すぐに復活する。
ヨーグル
リボンを着けたミルクの恋人。彼女に会うことができればステージクリア。
ヘリコプター
ゲームBに登場するボーナスキャラクター。S字を描きながらゆっくりと画面を横切る。取ると得点が入る。
飛行船
ゲームBに登場するお邪魔キャラクター。ヘリコプターと同じく画面左右から登場し空中を漂う。触れるとミスとなる。
火の玉
ボーナスステージに現れるお邪魔キャラクター。これも画面左右から登場するが、飛行船よりも動きが速い。

## 他機種版
| No. | タイトル                                            | 発売日                      | 対応機種                  | 開発元          | 発売元          | メディア                              | 型式         | 売上本数 | 備考                                                                      |
| --- | --------------------------------------------------- | --------------------------- | ------------------------- | --------------- | --------------- | ------------------------------------- | ------------ | -------- | ------------------------------------------------------------------------- |
| 1   | ナッツ&ミルク                                       | 1983年                      | PC-8001mkII               | ハドソン        | ハドソン        | カセットテープ                        | -            | -        |                                                                           |
| 2   | ナッツ&ミルク                                       | 1984年                      | X1                        | ハドソン        | ハドソン        | カセットテープ                        | -            | -        |                                                                           |
| 3   | ナッツ&ミルク                                       | 1984年6月                   | PC-8801                   | ハドソン        | ハドソン        | カセットテープ                        | -            | -        |                                                                           |
| 4   | ナッツ&ミルク                                       | 1984年7月20日               | ファミリーコンピュータ    | ハドソン        | ハドソン        | ロムカセット                          | HFC-NM       | -        |                                                                           |
| 5   | Hot Pop                                             | 1985年                      | コモドール64              | Melbourne House | Melbourne House | カセットテープ                        | -            | -        |                                                                           |
| 6   | ナッツ&ミルク                                       | 2002年3月18日 2003年7月17日 | iアプリ                   | ハドソン        | ハドソン        | ダウンロード （着信☆あぷり♪)          | -            | -        | ファミリーコンピュータ版の移植                                            |
| 7   | Nuts & Milk                                         | 2003年6月                   | DoJa                      | ハドソン        | ハドソン        | ダウンロード                          | -            | -        | ファミリーコンピュータ版の移植                                            |
| 8   | ナッツ&ミルク                                       | 2004年2月5日                | BREW対応端末 （EZアプリ） | ハドソン        | ハドソン        | ダウンロード （着信☆あぷり♪）         | -            | -        | ファミリーコンピュータ版の移植                                            |
| 9   | ボンバーマンランド3                                 | 2005年8月4日                | PlayStation 2             | ハドソン        | ハドソン        | -                                     | -            | -        | 携帯アプリ版の移植。「クラシック」と「アレンジ」の2種類が収録されている。 |
| 10  | ハドソンベストコレクション Vol.4 謎解きコレクション | 2005年12月22日              | ゲームボーイアドバンス    | ハドソン        | ハドソン        | ロムカセット                          | AGB-B74J-JPN | -        | ファミリーコンピュータ版の移植                                            |
| 11  | ナッツ&ミルク                                       | 2006年12月21日              | Windows                   | ハドソン        | アイレボ        | ダウンロード (i-revo)                 | -            | -        | ファミリーコンピュータ版の移植                                            |
| 12  | ナッツ&ミルク                                       | 2007年11月20日              | Wii                       | ハドソン        | ハドソン        | ダウンロード （バーチャルコンソール） | -            | -        | ファミリーコンピュータ版の移植                                            |
| 13  | ナッツ&ミルク                                       | 2013年7月17日               | ニンテンドー3DS           | ハドソン        | KDE             | ダウンロード （バーチャルコンソール） | -            | -        | ファミリーコンピュータ版の移植                                            |
| 14  | ナッツ&ミルク                                       | 2014年11月19日              | Wii U                     | ハドソン        | KDE             | ダウンロード （バーチャルコンソール） | -            | -        | ファミリーコンピュータ版の移植                                            |

## スタッフ
- プログラム：菊田昌昭（メイン）、野沢勝広（マップ圧縮）
- グラフィック：菊田昌昭

## パソコン版
ファミコン版より早い時期（1983年）に、PC-8801などをはじめとする各種パソコン版がまったくの同タイトル『ナッツ&ミルク』で発売されていた。
しかし、ファミコン版とはキャラクターデザインこそほぼ同じだが、ゲーム内容はまったく違う。ファミコン版はロードランナー同様に横から見た視点、内容が「ミルク（男性）がナッツの妨害を回避して恋人ヨーグルを助ける」のに対し、パソコン版は見下ろし型、内容は「ミルク（女性）がつきまとうナッツに捕まらないようフルーツを集める」というものである。
現在、携帯電話向けのアプリなどはすべてファミコン版からの移植となっており、パソコン版『ナッツ&ミルク』からの移植はまったく行われていない。